# Marienthal (Geisenheim)

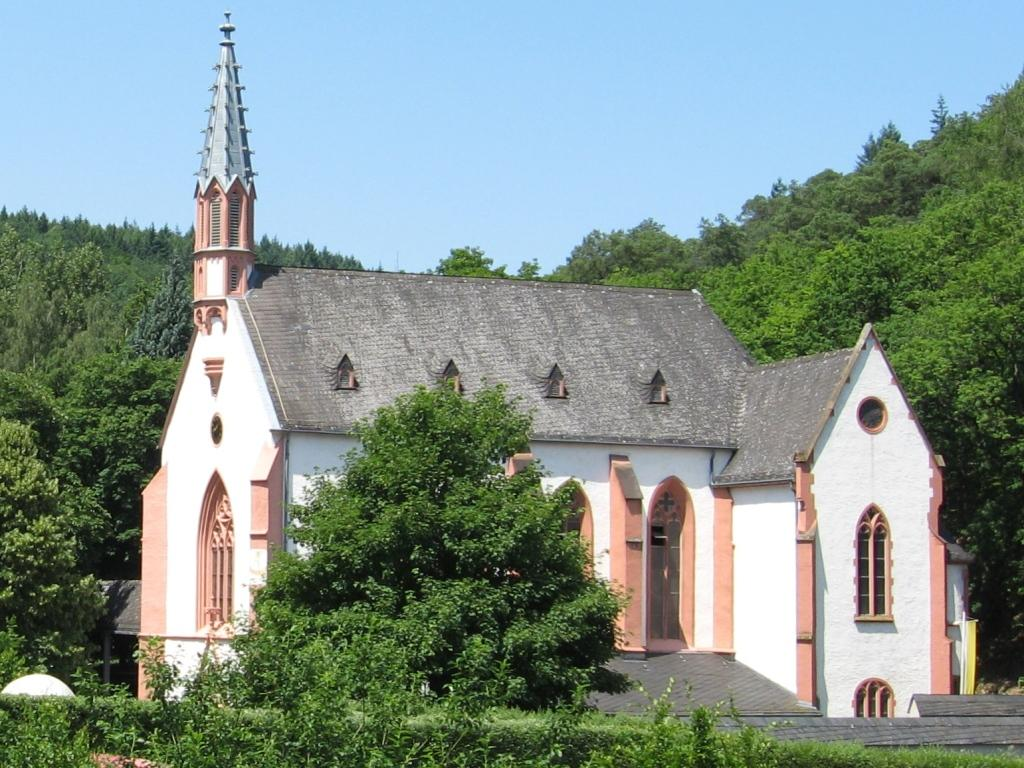
Klosterkirche in Marienthal

 Marienthal  ist ein Stadtteil der Stadt Geisenheim im Rheingau-Taunus-Kreis in Hessen.

## Geografische Lage
Der Stadtteil Marienthal liegt in der Gemarkung von Geisenheim etwa 2,5 Kilometer nördlich der Talstadt auf einer Höhe von etwa 195 bis 255 m ü. NN. Nördlich und östlich des Ortes erstreckt sich der Naturpark Rhein-Taunus, südlich und westlich prägen Weinberge und landwirtschaftliche Felder das Landschaftsbild. Nordöstlich begrenzt das Tal des Elsterbaches den Ort. Etwa 200 Meter nördlich der Ortslage liegt am Elsterbach das Kloster Marienthal.

## Geschichte
Erstmals erwähnt wurde der Ort als Töpfersiedlung „Düppenhausen“ im 15. Jahrhundert. Allerdings sollen die Anfänge des heutigen Franziskanerklosters, das immer noch ein beliebter Wallfahrtsort ist, bis ins Jahr 1330 zurückreichen. Der heutige Ort wurde allerdings erst 1951 unter dem Einfluss des Hessenplans als reine Wohnsiedlung erbaut. Die Stadt Geisenheim hat für Marienthal genau wie für die eingemeindeten Stadtteile einen eigenen Ortsbezirk eingerichtet.

## Politik
Ortsbeirat
Für Marienthal besteht ein Ortsbezirk (Gebiete der ehemaligen Gemeinde Marienthal) mit Ortsbeirat und Ortsvorsteher nach der Hessischen Gemeindeordnung.
Der Ortsbeirat besteht aus fünf Mitgliedern. Bei den Kommunalwahlen in Hessen 2021 betrug die Wahlbeteiligung zum Ortsbeirat 53,19 %. Dabei wurden gewählt: zwei Mitglieder der SPD, zwei Mitglieder der Bündnis 90/Die Grünen und ein Mitglied der FDP. Der Ortsbeirat wählte Susanne Göttel-Spaniol (Bündnis 90/Die Grünen) zur Ortsvorsteherin.

## Verkehr und Infrastruktur
Für den Straßenverkehr ist Marienthal durch die Kreisstraße K 984 erschlossen, die westlich des Ortes von der aus der Talstadt kommenden K 630 abzweigt und zwischen den beiden Marienthaler Siedlungskomplexen hindurch hinunter zum Kloster führt und dieses im Elsterbachtal mit Johannisberg Grund verbindet. Ferner gibt es den Holzweg, der als innerörtliche Verbindungsstraße das südöstliche Marienthal mit der Industriestraße in der östlichen Talstadt verbindet. 
Es findet sich wenig Handel und Gewerbe in Marienthal. Neben zwei Gewerbebetrieben am südwestlichen Ortseingang gibt es als größten Tagungs- und Beherbungsbetrieb das dem Kloster benachbarte AKZENT Waldhotel Rheingau. Ferner bestehen einige Weingüter, die jeweils einen gut besuchten Gutsausschank betreiben, sowie Obstgüter und bewirtschaftete Mühlen. Neben dem Kloster als Wallfahrtsziel sorgen sie dafür, dass Marienthal als Reise- und Ausflugsziel beliebt ist. Zur Versorgung mit Gütern und Dienstleistungen des täglichen Bedarfs sind die Bewohner weitgehend auf die Talstadt angewiesen.

## Sehenswürdigkeiten
Kloster Mariental ist bekannt wegen seiner Marienwallfahrt und der ersten Klosterdruckerei der Welt.